# Сідней Спортс Граунд
Сідней Спортс Граунд No. 1 (англ. Sydney Sports Ground No. 1) — стадіон у Сіднеї, Новий Південний Уельс, що існував у 1911—1987 роках.
Був розміщений там, де зараз стоїть автостоянка Сіднейського футбольного стадіону (SFS). Арена мала дві основні трибуни і була оточена пагорбом, покритим травою, що дало їй місткість понад 35 000. Був знесений разом із меншим Граунд No. 2 у 1986 році для будівництва нового SFS, який відкрився у 1988 році. Протягом свого існування стадіон приймав матчі з регбіліг, регбі-юніон, футболу, спідвею та швидкісних гонок.
Спортивний майданчик був домашнім майданчиком регбійної команди «Істерн Сабарбс Рустерс», що провела на стадіоні 500 матчів з 1911 по 1986 рік, з результатом 283-199-18.

## Історія

### Спорт
Основним користувачем стадіону був регбійний клуб NSWRL «Істерн Сабарбс Рустерс», який грав на арені з сезону 1911 року. Вони зіграли свою останню гру на стадіоні 29 червня 1986 року перед лише 8 177 вболівальників. Регбійний клуб «Саут Сідней Реббітохс» також використовував його як домашній майданчик з 1928 по 1947 рік.   
На «Сідней Спортс Граунд» відбувся Гранд-фінал NSWRL 1951 року перед 28 505 вболівальниками.
Матчі з футболу та регбі-ліг теж проходили на стадіоні, а також проводились бої з боксу просто неба між 1930-ми та 1960-ми роками. Пам'ятні перемоги там здобули австралійські чемпіони боксери Джек Керролл, Рон Річардс та Джиммі Каррутерс.
«Сідней Спортс Граунд» був одним із майданчиків, які використовувались на Іграх Британської імперії 1938 року. Також тут провели шість матчів молодіжного чемпіонату світу з футболу 1981 року, де в тому числі провела два з чотирьох своїх матчів господарка збірна Австралії, обігравши Аргентину 1:0 та зігравши внічию 1:1 з Англією, завдяки чому вийшла з групи. Середня відвідуваність турніру на «Сідней Спортс Граунд» становила 17 270.

### Спідвей
З 1907 року спортивний майданчик використовувався як гоночна доріжка для мотоциклів. Трек спочатку був бетонним, а у 1920-х роках його замінили ґрунтовою доріжкою, і, починаючи з 30 жовтня 1937 року, «Сідней Спортс Граунд» був місцем проведення ґрунтових перегонів
12 березня 1938 року на майданчику відбувся перший Australian Speedcar Grand Prix, який виграв водій з Сіднея Лес Діллон, що загинув на цьому ж стадіоні лише через кілька місяців після здобуття трофея. Востаннє перегони тут відбулись 25 березня 1955 року.
Протягом 18 років роботи «Сідней Спортс Граунд» також виступав господарем таких турнірів, як Australian Solo Championship, Australian Sidecar Championship, Australian Speedcar Championship, NSW Solo Championship, NSW Sidecar Championship and the NSW Speedcar Championship

#### Загибелі
В епоху, коли смерть була прийнятим ризиком для спорту, 12 спортсменів втратили життя під час гонок на «Сідней Спортс Граунд»:
- Лес Діллон (англ. Les Dillon) — Спідкар (22 травня 1938)
- Клод Міллер (англ. Claude Miller) — Спідкар (25 квітня 1939)
- Лен Берманн (англ. Len Behrmann) — Соло (1945)
- Джек Делі (англ. Jack Daly) — Спідкар (5 січня 1946)
- Боб Гібберт (англ. Bob Hibbert) — Соло (10 травня 1946)
- Норм Галлеспі (англ. Norm Gillespie) — Соло (2 квітня 1948)
- Джек Шарп (англ. Jack Sharpe, англ. John Sharpe Gibson) — Соло (22 жовтня 1948)
- Норм Клей (англ. Norm Clay) — Соло (21 січня  1950)
- Рей Дагган (англ. Ray Duggan) — Соло (21 січня  1950)
- Кен Ле Бретон (англ. Ken Le Breton) — Соло (5 січня  1951)
- Білл Еннебел (англ. Bill Annabel) — Спідкар (23 жовтня 1953)
- Ноел Вотсон (англ. Noel Watson) — Соло (6 листопада 1953)